# Monika Held

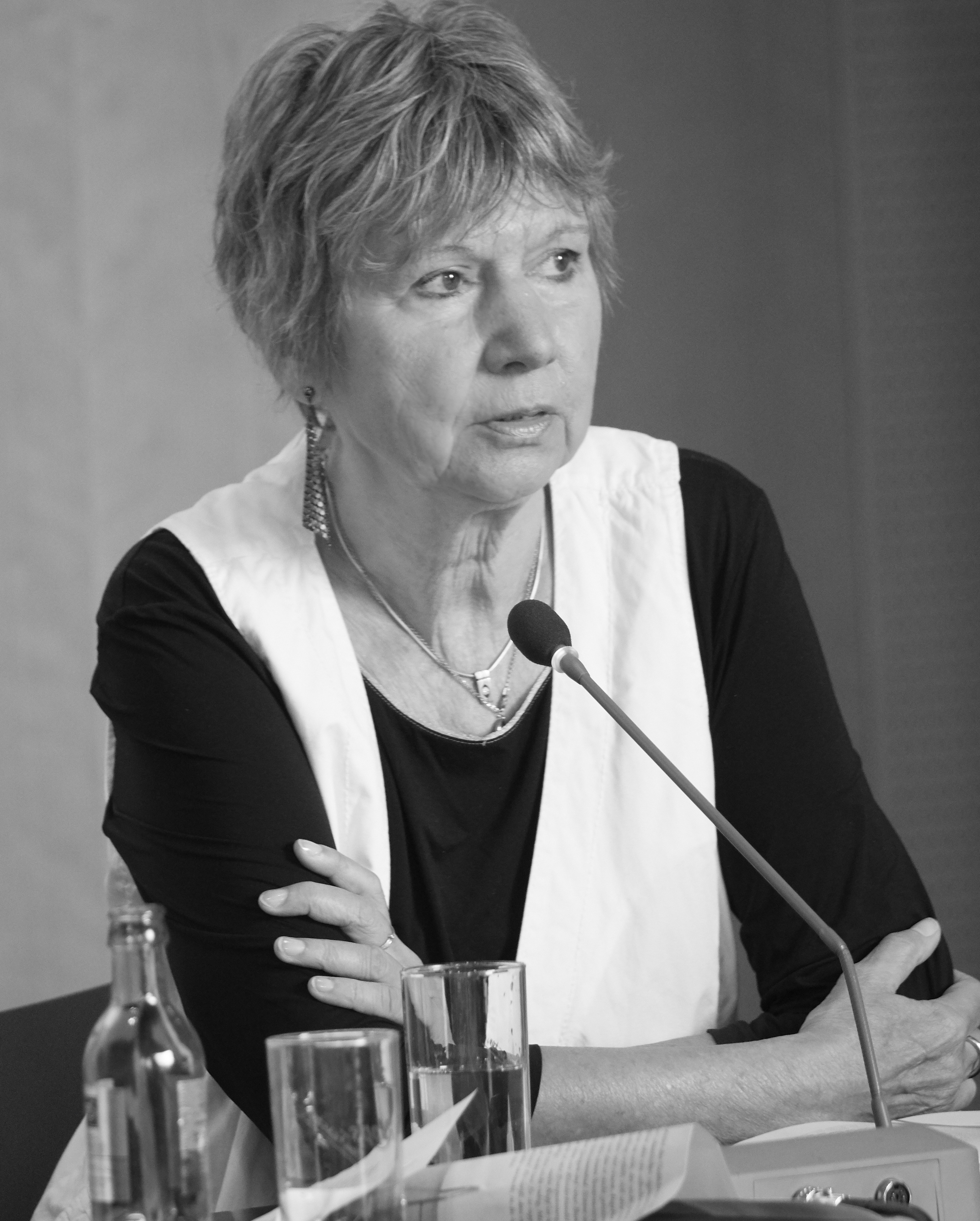
Monika Held bei einer Lesung im Frankfurter „Haus am Dom“, August 2017

Monika Held (* 1943 in Hamburg) ist eine deutsche Schriftstellerin und Journalistin.

## Leben
Monika Held wuchs in Hamburg und Cuxhaven als Tochter eines Handelsvertreters und einer Pensionswirtin auf. Die Eltern errichteten in Eigenarbeit in den 1950er Jahren in Cuxhaven-Duhnen eine eigene kleine Pension. Die Tochter musste nach der Mittleren Reife dort zunächst Verlagskauffrau lernen, bevor sie ein Volontariat bei der Hannoverschen Presse antreten durfte und Journalistin wurde. Nach dem Volontariat arbeitete sie beim Hamburger Abendecho und Reutlinger Generalanzeiger und schließlich für Werkzeitschriften. Dann wechselte sie die Seite und berichtete viele Jahre über Arbeitsbedingungen, Gewerkschaftsbewegung und Streiks für die Gewerkschaftspresse. Sie war ständige freie Mitarbeiterin des Hessischen Rundfunks und produzierte Radio-Feature für SR, SWF/SWR, SFB/rbb und WDR. Ab 1991 war sie fest angestellte Autorin bei der Zeitschrift Brigitte.
Neben der journalistischen Alltagsarbeit entstanden Sachbücher und schließlich Romane. Seit dem Jahr 2000 ist Monika Held freie Autorin mit Wohnsitz in Hamburg und Nordfriesland.

## Auszeichnungen
- 1985: IG Metall Preis für Reportagen aus der Arbeitswelt
- 1998: Deutscher Sozialpreis der Bundesarbeitsgemeinschaft der Freien Wohlfahrtspflege (BAGFW)
- 1999: Elisabeth-Selbert-Preis des Landes Hessen
- 2011: Medal Wdzięczności – Dankbarkeitsmedaille des Europäischen Zentrums der Solidarność

## Werke
- Schöne, heile Arbeitswelt. Methoden und Manipulationen der Werkpresse. Mit Hella Schlumberger, Europäische Verlagsanstalt, Hamburg 1982, ISBN 978-3-434-10079-9.
- Beruf: Sekretärin. Reportagen, Protokolle, Analysen. Mosaik Verlag, Hamburg 1988, ISBN 978-3-570-06973-8.
- Kennen Sie Auschwitz. Originaltonhörspiel, Hessischer Rundfunk, Frankfurt 1989
- Frankfurt, eine deutsche Stadt erinnert sich. Mit Inge Kurtz und Florian Schwinn, Hörspiel-Doku in CD-Box, Pool Dokumentation, Hessischer Rundfunk, Berlin, Frankfurt 1994
- Generation Plus: Von der Lüge, dass Altwerden Spaß macht. Mit Christa Geissler, Schwarzkopf & Schwarzkopf, Berlin 2003, ISBN 978-3-89602-433-6.
- Augenbilder. Roman, Eichborn, Frankfurt/Main 2003, ISBN 978-3-8218-0934-2.
- Melodie für einen schönen Mann. Roman, Eichborn, Frankfurt/Main 2007, ISBN 978-3-8218-5752-7.
- Die Generation Plus lebt ihre Zukunft: Der Aufbruch der Alten – Gespräche, Reportagen und Porträts. Mit Christa Geissler, Schwarzkopf & Schwarzkopf, Berlin 2007, ISBN 978-3-89602-755-9.
- mit Kathrin Tsainis: Eine unbeugsame Frau. Margarete Mitscherlich im Gespräch mit Kathrin Tsainis und Monika Held. Diana Verlag, München 2007, TB 2008, ISBN 978-3-453-35239-1.
- Der Schrecken verliert sich vor Ort. Roman, Eichborn, Köln 2013, ISBN 978-3-8479-0529-5.
- "In Auschwitz gab es keine Vögel". Konzertlesung mit Gregor Praml (Kontrabass & Loops) basierend auf dem Roman "Der Schrecken verliert sich vor Ort".https://gregorpraml.de/konzertlesung-in-auschwitz-gab-es-keine-voegel/
- Trümmergöre. Roman, Eichborn, Köln 2014, ISBN 978-3-8479-0570-7.
- Sommerkind. Roman, Eichborn, Köln 2017, ISBN 978-3-8479-0626-1.
- Der Sommer der Puppen. Roman, Aufbau, Berlin 2022, ISBN 978-3-7466-3901-7.